# Ian Read
Ian C. Read, né en 1953, est un homme d'affaires et chef d'entreprise américain. Il est le président directeur général de Pfizer de 2010 à 2018 avant de prendre la présidence du comité de direction du groupe.

## Biographie

### Formation
Il est diplômé de l'Imperial College de Londres en ingénierie chimique en 1974, il a obtenu son certificat d'expert comptable en 1978. 

### Carrière
Ian Read commence sa carrière comme expert comptable, chargé d’audit dans le groupe Pfizer. Il travaille ensuite en Amérique de Sud jusqu’en 1995 et occupe divers postes à responsabilité au Mexique, puis comme responsable du développement au Brésil.
En 1996 il devient le président de Pfizer international pour l’Amérique latine et le Canada. En 2000, il est président exécutif pour l’Europe, puis en 2001 vice-président corporate, en gérant les affaires pour le Canada en plus de l’Europe. 
En 2010, il devient le nouveau président directeur général du groupe Pfizer en succédant à Jeffrey Kindler.
Le 1er janvier 2019, il cède ses fonctions de directeur général à Albert Bourla et devient président exécutif du comité de direction du groupe.